# Kōji Wada
Kōji Wada (和田光司?) (Fukuchiyama, 29 de enero de 1974-Tokio, 3 de abril de 2016) fue un cantante y compositor japonés, conocido por su participación en la banda sonora de la franquicia de anime Digimon.

## Biografía
El debut musical de Kōji Wada está relacionado directamente con la serie de animación Digimon Adventure, estrenado en marzo de 1999 y del que interpretaría la sintonía de apertura, Butter-Fly. La canción se publicó el 23 de abril del mismo año y tuvo repercusión no solo entre los fanes del anime sino también en el mercado discográfico, con un puesto 47 en la lista de sencillos de Oricon.
Al año siguiente Wada interpretó varias canciones de Digimon Adventure 02, así como la apertura del anime Transformers: Nueva Generación. En diciembre de 2001 publicó su primer álbum original, All of My Mind (King Records), que incluía sus primeros trabajos junto a otros nuevos de estilo J-Rock. En ese tiempo, el intérprete se especializó en canciones de animes y en su relación con la saga Digimon, al interpretar también las sintonías de Digimon Tamers (Biggest Dreamer, 2001),  Digimon Frontier (Fire, 2002) y Digimon Savers (Hirari, 2006).
En 2008 publicó un nuevo álbum, ever, que incluye cinco canciones inéditas junto a sus sintonías más conocidas.
La acogida de las canciones de Kōji Wada entre los aficionados al anime motivó una gira internacional de actuaciones. En los países de habla hispana, el artista actuó en el Anime Festival XL de Santiago (Chile), la Anicon 2010 en Buenos Aires (Argentina) y en el Dengeki Live de Monterrey (México).
El último trabajo de Wada fue la banda sonora de Digimon Adventure tri, estrenada en noviembre de 2015. La canción Seven〜tri. Version〜 fue publicada en marzo de 2016, una semana antes de que falleciese.

## Muerte
En 2003, a Kōji Wada le fue diagnosticado cáncer de laringe y tuvo que detener su carrera para recibir tratamiento. Aunque se pensó que ya estaba curado, en 2011 los médicos detectaron que la enfermedad se había extendido al cuello, por lo que tuvo que someterse a cirugía y quimioterapia.
Wada falleció el 3 de abril de 2016, a los 42 años, por complicaciones de la enfermedad. A pesar de que su estado de salud era frágil, el artista continuó actuando hasta sus últimos días. Su último sencillo titulado, Seven ~Tri Version~ fue lanzado solo cinco días antes de su muerte.

### Tributos
Un CD que homenajeaba al artista fue lanzado el 31 de julio de 2016. En el CD titulado Digimon Song Best of Koji Wada se compilan once temas interpretados por el fallecido artista y este incluye a Angemon en su portada, el cual era el Digimon favorito del artista. Otra compilación, Koji Wada Digimon Memorial Best, fue lanzada el 25 de enero de 2017.

## Discografía
- 2001: All of My Mind
- 2007: The Best Selection~Welcome Back
- 2008: ever
- 2010: Kazakami no Oka Kara

## Canciones
- Starting Over
- Butter-Fly letra y música compuesta por Hidenori Chiwata y arreglos musicales de Cher Watanabe. Grabando respectivas versiones en japonés y Español Latino en 1999 TV adaptación: versión España interpretada por Carlos Lázaro y versión Hispanoamérica con la adaptación musical de José Israel Magaña for cloverway studios (23 de abril de 1999–2000) Digimon-Openings / Digimon Adventures y Digimon Tamers©
- Seven (23 de abril de 1999)
- Target~Akai Shōgeki~ (ターゲット～赤い衝撃～ Target (Red Crash)) (26 de abril de 2000)
- The Biggest Dreamer (2 de abril de 2001)
- Kaze (風 Wind)
- Egao (笑顔 Smile)
- Boku wa Boku Datte (僕は僕だって Because I'm Me) (c/w "Target~Akai Shōgeki~")
- Modern Love
- Kimi-iro no Mirai (Yume) (君色の未来(ゆめ) The Future of Your Color (Dream)) (c/w Honō no Overdrive)
- billow
- Hikari Sasu Basho e (光り射す場所へ Towards the Place Where Light Shines)
- Ai no Kishi (愛の騎士 Knight of Love)
- Dai・Jou・Bu☆ (ダイ・ジョウ・ブ☆ It's Alright)
- cogito, ergo sum ~Aishuu~ (cogito.ergo sum ~哀愁~ I Think, Therefore I am ~Sorrow~)
- cogito, ergo sum (I Think, Therefore I am)
- Kimi ga Ita Kara (君がいたから Because You Were Here)
- Anata no Soba de (あなたの傍で By Your Side)
- Kakusei (覚醒 Awakening)
- Natsu no Kaze ni Hukarete (夏の風に吹かれて Blowing In the Summer Wind)
- SEM BARREIRAS ~Kegarenaki Jidai e~ (SEM BARREIRAS ~汚れなき時代へ~ Without Barriers ~Towards an Era Without Dishonor~) (con Ricardo Cruz)
- Always
- Eien no Takaramono II (永遠の宝物 II Eternal Treasure II)
- Kazakami no Oka Kara (風上の丘から From the Windward Hill)
- Eien no Takaramono (永遠の宝物 Eternal Treasure) (septiembre de 2006)
- Grace
- Pierce
- Shōjo no mama de (少女のままで Remaining a Girl)
- Starting Over / Say Again (7 de noviembre de 2001)
- bravery (1 de agosto de 2008)
- sketch (1 de agosto de 2008)
- Hanabi Jack (ハナビジャック Fireworks Jack) (1 de agosto de 2008)
- Kami HiKōki (紙飛コウキ Paper Airplane) (1 de agosto de 2008)
- Kimi to Kisetsu to Hidamari to (キミと季節と陽だまりと You, the Seasons, and the Sunshine) (1 de agosto de 2008)
- Honō no Overdrive ~Car Robot Cybertron~ (炎のオーバードライブ～カーロボットサイバトロン～) (Opening Theme) (24 de mayo de 2000)
- FIRE!! / With the Will (24 de abril de 2002)
- Innocent-Mujaki Na Mama De- (イノセント～無邪気なままで～ Innocent (Remaining Innocent)) (22 de mayo de 2002)
- An Endless Tale (noviembre de 2002) (con AiM)
- Hirari (ヒラリ Nimbly) (5 de noviembre de 2006)
- Miracle Maker (febrero de 2003) (con AiM & Takayoshi Tanimoto as "Spirit of Adventure")
- Daybreak (c/w "Innocent~Mujaki Na Mama De~")
- for the future (c/w "Hirari")
- Haruka na Okurimono (遥かな贈りもの A Far Away Gift) (c/w "An Endless Tale") (con AiM)
- Yūki o Uketsugu Kodomo-tachi e (勇気を受け継ぐ子供達へ To The Children Who Inherit Courage) (con AiM, Michihiko Ohta, Ayumi Miyazaki, Takayoshi Tanimoto, Sammy, & *Hassy)
- Mirai e no Tobira ~Ano Natsu no Hi Kara~ (未来への扉～あの夏の日から～ A Door into the Future ~Ever Since That Summer Day~) (con AiM, Michihiko Oota, Takayoshi Tanimoto, Sammy, & Hassy) (1 de agosto de 2009)
- Days (con Hassy, AiM, Kanako Ito, & Sammy)
- WE ARE Xros Heart (1 de agosto de 2010) (Digimon Xros Wars)
- X4B The Guardian! (Digimon Xros Wars)
- The Hero who Dances in the Sky! X5! (1 de diciembre de 2010) (Digimon Xros Wars)